# Доњи зубни живац
Доњи зубни живац (лат. nervus alveolaris inferior) је најјача завршна грана доњовиличног нерва, која се одваја од његове задње завршне гране. Спада у групу мешовитих нерава, јер садржи и моторна и сензитивна нервна влакна. Његов моторни део оживчава предњи трбух дигастричног и милохиоидни мишић, док сензитивни део оживчава зубе и десни доње вилице, доњу усну и кожу браде.
Доњи зубни живац се простире од гране доњовиличног живца косо наниже и упоље кроз инфратемпоралну јаму, и то прво између унутрашњег и спољашњег криластог мишића и потом између унутрашњег криластог мишића и гране доње вилице. У његовој непосредној близини налазе се стабла језичног живца и доње зубне артерије. Око средине унутрашње стране гране доње вилице живац пролази кроз отвор мандибуле (лат. foramen mandibulae) и улази у истомени канал (лат. canalis mandibulae). Након тога, он се простире кроз канал све до брадног отвора где се дели у своје завршне гране.

## Бочне гране
Пре уласка у вилични канал, од доњег зубног живца се одваја његова моторна грана - милохиоидни живац (лат. nervus mylohyoideus). Он силази низ милохиоидни коштани жлеб и оживчава милохиоидни и предњи трбух дигастричног мишића. Осим тога, током проласка кроз канал од доњег зубног живца се одвајају гране за доње зубе (лат. rami dentales inferiores). Ове гране се спајају међусобно и са истоименим гранама секутићног живца и тако образују доњи зубни сплет (лат. plexus dentalis inferior). Он је смештен у телу доње вилице и из њега се издвајају гране за инервацију доњих зуба, зубних чашица (алвеола), ткива доње вилице и гране за десни мандибуле (лат. rami gingivales inferiores).

## Завршне гране
Заврше гране доњег зубног живца су: брадни и секутићни живац. Брадни живац (лат. nervus mentalis) пролази кроз истоимени канал и излази кроз брадни отвор. Он инервише кожу браде и доње усне, слузокожу доње усне и спољашњу страну десни доње вилице. Секутићни живац (лат. nervus incisivus) се простире кроз секутићни канал и долази до средишње линије доње вилице. Он даје гране, које изграђују предњи део доњег зубног сплета.